# Uroleucon eumadiae
Uroleucon eumadiae är en insektsart som beskrevs av Delfino och Gonzáles 2005. Uroleucon eumadiae ingår i släktet Uroleucon och familjen långrörsbladlöss. Inga underarter finns listade i Catalogue of Life.